# HD45798
HD45798 — хімічно пекулярна зоря спектрального класу A3, що має видиму зоряну величину в смузі V приблизно  8,1.
Вона  розташована на відстані близько 540,0 світлових років від Сонця.